# برج ناقوس نامور
برج ناقوس نامور (فرانسوی: Beffroi de Namur‎) که همچنین تور سنت - ژاک (Tour Saint-Jacques) («برج سنت جاکوب») نامیده می‌شود، ساختمان تاریخی در نامور، بلژیک است. این برج ابتدا در سال ۱۳۸۸ به عنوان بخشی از دیوار شهر ساخته شد و در سال ۱۷۴۶ تبدیل به  ناقوس‌خانه شد. به خاطر اهمیت آنها به عنوان بازنمایی معماری مدنی در اروپا و مدرکی بر رویش و اعتبار شهر، این ناقوس‌خانه که یکی از ۵۶ ناقوسخانه‌های بلژیک و فرانسه است توسط یونسکو به عنوان سایت میراث جهانی دسته‌بندی شده‌است.